# Booponus indicus
Booponus indicus är en tvåvingeart som först beskrevs av Austen 1930. Booponus indicus ingår i släktet Booponus och familjen spyflugor.
Artens utbredningsområde är Myanmar. Inga underarter finns listade i Catalogue of Life.